# Heliconius radiata
Heliconius radiata är en fjärilsart som beskrevs av Charles Oberthür 1916. Heliconius radiata ingår i släktet Heliconius och familjen praktfjärilar. Inga underarter finns listade i Catalogue of Life.